# 濮贤恪
濮贤恪（？—？）江苏溧水人，清朝及中华民国官员。

## 生平
濮贤恪是濮文暹的长子。光緒十九年正月二十七日，到任山东省蒙陰縣知縣，光绪二十五年正月十七日丁憂開缺。宣统元年十月，准補山东省新城縣知縣。
1915年2月27日大總統令，對山東巡按使呈請任命的審査試驗及格分發錄用的各县知事，有「濮賢恪爲新泰縣知事，……易揚遠試署膠縣知事，應照准。」列於批准命令的山東省各縣知事共13人。